# Sasha Costanza-Chock
Sasha Costanza-Chock é uma estudiosa da área de comunicacão, designer e ativista. É professora associada do Civic Media, no Instituto de Tecnologia de Massachusetts.

## Biografia
Sasha estudou na Universidade de Harvard, onde recebeu seu   A. B., e na Universidade da Pensilvânia, onde recebeu seu  M. A.. Ela obteve seu Ph. D. pela Escola Annenberg de Comunicação e Jornalismo na Universidade do Sul da Califórnia. É pesquisadora de movimentos sociais, media e tecnologias de comunicação e tem trabalhos publicados sobre o "Ocuppy Wall Street", o movimento dos direitos dos imigrantes nos Estados Unidos, a Federal Communications Commission e a CRIS (campanha para os direitos de comunicação, mídia e política), entre outras áreas. Como uma ativista, tem contribuído para a mídia cidadã da Justiça de Mídia, em projetos como VozMob, Transmissão e Indymedia. Trabalhou extensivamente no território de ativismo político como defensora do movimento dos Direitos de Imigrantes e avalia o sucesso do DREAM Act com presença ativa em movimentos de ativismo público. Sasha atua como ativista de redes de mídia e sempre esteve envolvida com a comunidade.

## Trabalhos selecionados
Livros
- Saindo das Sombras, para as Ruas! Transmídia Organização e os Direitos dos Imigrantes Movimento, The MIT Press, 19 de novembro, 2014, ISBN 9780262028202
- "Mídia em Ação: Um Campo de Digitalização dos Meios de comunicação E Organização de Juventude nos Estados Unidos," (com Chris Schweidler, Teresa Basílio, Meghan McDermott, o Puck Lo, E Mara Ortenburger), na Revista Digital E Literacia dos Media, em 2016. https://web.archive.org/web/20170214051555/http://www.jodml.org/2016/06/27/media-in-action-a-field-scan-of-media-youth-organizing-in-the-united-states/.
- "PageOneX: Novas Abordagens para o Jornal "Front Page Analysis" (com Pablo Rey Mazón), na Revista Internacional de Comunicação, v. 10, p.  28, abr. 2016. ISSN 1932-8036. Disponível em: <http://ijoc.org/index.php/ijoc/article/view/4442/1652>.
- "Mic Check! Mídia Culturas e o Movimento Occupy," no Movimento Social de Estudos: Diário do Social, Cultural e Política, de Protesto, de 2012. DOI:10.1080/14742837.2012.710746. http://web.mit.edu/schock/www/docs/mic-check-2012-costanza-chock.pdf.
- "Digitais de Comunicação Populares: Lições sobre tecnologias de informação e comunicação para a mudança social do imigrante movimento de direitos", no National Civic Revisão de 100(3):29-35, 2011. http://onlinelibrary.wiley.com/doi/10.1002/ncr.20065/pdf.
- "O Imigrante Movimento de Direitos na internet: Entre a "Web 2.0" e Comunicación Popular," em Americana Trimestral: The Journal of The American Studies Association, 60 (3): 851-864. Johns Hopkins University Press, 2008. muse.jhu.edu/journals/american_quarterly/summary/v060/60.3.costanza-chock.html.
- "A CRIS Campanha: Mobilizações e Pontos Cegos," no Desenvolvimento dos Meios de comunicação, Problema 4. Londres: WACC, 2002. waccglobal.org/en/20024-communication-rights-in-the-information-society/665-The-CRIS-Campaign-Mobilizations-and-blind-spots.html.
- "Land Warrior: Resistindo o Discurso Neoliberal de Tecnologia", em CTheory: Revista de Cultura e Tecnologia, 1999. ctheory.net/articles.aspx?id=206.

Capítulos De Livros
- "Mobilização Popular Transmídia na Associacão Popular de Povos Oaxacan, de Los Angeles," Bert Cammaerts, Alice Mattoni, e Patrick McCurdy (Eds.), Mediação e Movimentos Sociais. Londres: Intelecto, 2013.
- "Resumo das Conclusões da Pesquisa Demográfica e de Participação Política no movimento Occupy (ORGS)," Khatib, desmancha-prazeres, e McGuire (Eds.), Somos Muitos: uma reflexão sobre a Estratégia do Movimento de Ocupação para a Libertação. Oakland: AK Press, 2012. (com Christine Schweidler, Saba Waheed, e Pablo Rey Mazon).
- "Novas Vozes na Net? O Jornalismo Digital Divide e os Custos da Rede de Exclusão," Lisa Nakamura e Peter Chow-Branco (eds.), Corrida Após a Internet. Nova York e Londres: Routledge, 2011 (com Ernest J. Wilson, III). Projecto disponível em schock.cc/docs/ejw_scc_newvoices.pdf.
- "Móveis Vozes" (em co-autoria com 12 membros do VozMob projeto) em Minna Aslama, e Phil Napoli (eds.), Comunicações de Pesquisa em Ação: Bolsista-Ativista Colaborações para uma Esfera Pública Democrática. Bronx, NY: Fordham University Press, 2010.
- "Causa comum: Resistência Global aos Direitos de Propriedade Intelectual," Dorothy Kidd, Clemência Rodriguez, e Laura Stein (eds.), Fazendo Nossos Meios de comunicação: Mapeamento de Iniciativas Globais em Direção a uma Esfera Pública Democrática. Creskill, NJ: Hampton Press, 2009 (com Christine Schweidler). schock.cc/docs/cs_scc_common_cause.pdf.
- "Novos Movimentos Sociais na Sociedade em Rede", na Lars Rudebeck, Johan Hellström, de Mia e Melin (eds.), Big Brother e Poderes Irmãs: O Papel das Novas Tecnologias da Comunicação nos Processos Democráticos. Uppsala, Suécia: Collegium para o Desenvolvimento de Estudos / Uppsala Centro de Desenvolvimento Sustentável, 2009. schock.cc/docs/CDS_uppsala_democracy_31.pdf.
- "A Globalização da Resistência para o modo Capitalista de Comunicação," Graham Murdock e Janet Wasko (eds.), A mídia na era da Mercantilização. Creskill, NJ: Hampton Press, 2007. Projecto: docs.indymedia.org/pub/Global/InfoSocVideo/Globalize_Resistance.sxw.
- A "pirataria", em Alain Ambrosi, Valerie Peugeot, e Daniel Pimienta (eds.), Palavra Assuntos: Multicultural Perspectivas sobre a sociedade da Informação. Caen, em França: C&F Edições, 2005 (com Christine Schweidler). vecam.org/article694.html.
- "A Globalização da Política de Mídia," Robert McChesney, Russell Newman, e Ben Scott (eds.), O Futuro da Mídia: a Resistência e a Reforma no Século 21. Nova York: Seven Stories Press, 2005. www-scf.usc.edu/~costanza/globalization_media_policy.pdf.
- "O Mundo Inteiro está Assistindo: Vigilância Online de Movimentos e Organizações Sociais," em Pradip Thomas e Zaharom Nain (eds.), Quem controla os Meios de comunicação? As Tendências globais e Locais de Resistência. Londres: WACC e Sul, 2004. Reserve o link: southbound.com.my/SB_WhoOwnstheMedia.htm.
- "Mapeando o Repertório de Eletrônica de Contenção," Andrew jenson, Opel e Donnalyn Pompper (eds.), Representando a Resistência: a Mídia, a Desobediência Civil e o Movimento de Justiça Global. NJ: Greenwood, 2003. Projecto disponível online em: www-scf.usc.edu/~costanza/electronic_rep_draft.pdf. Reserve o link: greenwood.com/catalog/GM2385.aspx.

Outras Publicações Peer-review
- "A juventude e os Movimentos Sociais: Lições para os Aliados." O Papel das Organizações Juvenis e Movimentos de Jovens para a Mudança Social: mais amável E mais Corajoso do Mundo Projeto de Pesquisa Série, de 2012. http://cyber.law.harvard.edu/node/8096.
- "Ferramentas Autonomistas de Comunicação da Democracia", artigo de fundo para o Social Science Research Council, do Programa de Conhecimentos Necessários para uma Esfera Pública Democrática. Nova York: SSRC, 2005. ssrc.org/programs/media/publications/costanza-chock.7.final.doc.
- "A Governança Global de Tecnologias de Informação e Comunicação: Implicações para a Sociedade Civil Transnacional de Rede" (em co-autoria com Sean O'Siochru), Conhecimento de Relatório para o Social Science Research Council, do Programa de Tecnologias da Informação e Cooperação Internacional. Nova York: SSRC, 2003. ssrc.org/programs/itic/publications/knowledge_report/osiochrureport.pdf.